# Nullstelle

Nullstellen graphisch: einfache Nullstelle mit Vorzeichenwechsel (also mit Nulldurchgang), doppelte Nullstelle ohne Vorzeichenwechsel

Nullstelle ist ein Begriff der Mathematik im Zusammenhang mit Funktionen.

## Definition
Nullstellen einer Funktion sind diejenigen Werte des Definitionsbereichs, denen der Wert Null zugeordnet ist.
In der mathematischen Praxis sind das oft Funktionen vom Typ
{\displaystyle f\colon D\to \mathbb {R} } mit {\displaystyle D\subseteq \mathbb {R} }
oder
{\displaystyle f\colon D\to \mathbb {C} } mit {\displaystyle D\subseteq \mathbb {R} .}
Bei der Darstellung einer Funktion {\displaystyle D\to \mathbb {R} } als Graph in einem kartesischen Koordinatensystem ({\displaystyle y=f(x)}) sind das also Punkte des Graphen auf der {\displaystyle x}-Achse, bei an diesen Stelle stetigen Funktionen also Schnittpunkte oder Berührungspunkte des Graphen mit der {\displaystyle x}-Achse.
Nullstellen von Polynomfunktionen werden auch als Wurzeln bezeichnet.

## Nullstellen reellwertiger Funktionen

### Definition
Ein Element {\displaystyle x_{0}} der Definitionsmenge {\displaystyle D} einer Funktion {\displaystyle f\colon D\to \mathbb {R} } heißt Nullstelle von {\displaystyle f}, wenn {\displaystyle f\left(x_{0}\right)=0} gilt. Man sagt dann auch: {\displaystyle f} hat eine Nullstelle bei {\displaystyle x_{0}} oder {\displaystyle f} verschwindet an der Stelle {\displaystyle x_{0}.}

#### Beispiel
{\displaystyle f\left(x\right)=x^{2}-9}
{\displaystyle 3} und {\displaystyle -3} sind Nullstellen der Funktion {\displaystyle f}, denn
{\displaystyle f(3)=3^{2}-9=0} und
{\displaystyle f(-3)=(-3)^{2}-9=0}.
{\displaystyle 0} ist keine Nullstelle, denn
{\displaystyle f(0)=0^{2}-9=-9\neq 0}.

### Mehrfache Nullstellen

#### Definitionen

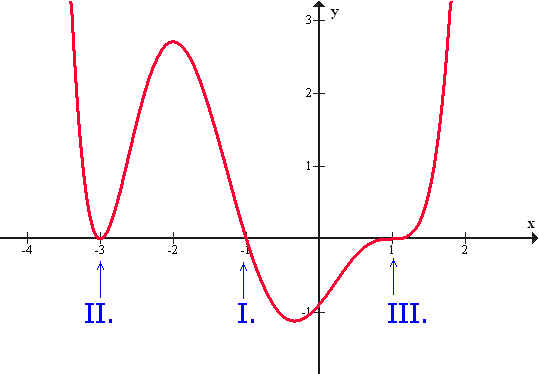
Polynom mit Nullstellen der Ordnung 1, 2 und 3

Ist {\displaystyle f\colon D\to \mathbb {R} } stetig (z. B. eine Polynomfunktion) und an der Nullstelle {\displaystyle x_{0}\in D} differenzierbar, so kann man die Nullstelle {\displaystyle x_{0}} „herausteilen“. Genauer: Es gibt eine in {\displaystyle x_{0}} stetige Funktion {\displaystyle g\colon D\to \mathbb {R} }, sodass {\displaystyle f(x)=(x-x_{0})\,g(x)} für alle {\displaystyle x\in D}.
Es gibt dann zwei Fälle:
1. {\displaystyle g(x_{0})\neq 0}. In diesem Fall nennt man {\displaystyle x_{0}} eine einfache Nullstelle.
2. {\displaystyle g(x_{0})=0}, d. h. auch {\displaystyle g} hat in {\displaystyle x_{0}} eine Nullstelle. Oder anders ausgedrückt: Auch nachdem man die Nullstelle {\displaystyle x_{0}} aus {\displaystyle f} herausgeteilt hat, bleibt {\displaystyle x_{0}} immer noch eine Nullstelle. In diesem Fall nennt man {\displaystyle x_{0}} eine mehrfache Nullstelle von {\displaystyle f}.

Um zu bestimmen, ob {\displaystyle x_{0}} eine einfache oder eine mehrfache Nullstelle ist, benutzt man die Tatsache, dass der Wert {\displaystyle g(x_{0})} gleich der Ableitung von {\displaystyle f} an der Stelle {\displaystyle x_{0}} ist. Für eine differenzierbare Funktion {\displaystyle f} bekommt man also folgendes Kriterium:
Eine Nullstelle {\displaystyle x_{0}} von {\displaystyle f} ist genau dann eine mehrfache Nullstelle, wenn {\displaystyle f'(x_{0})=0} ist.
Falls {\displaystyle f} öfter differenzierbar ist, dann kann man diesen Prozess wiederholen. Man definiert:
Es sei {\displaystyle k} eine natürliche Zahl. Eine (mindestens) {\displaystyle (k-1)}-mal differenzierbare Funktion {\displaystyle f\colon D\to \mathbb {R} } auf einer offenen Teilmenge {\displaystyle D\subseteq \mathbb {R} } hat in {\displaystyle x_{0}\in D} eine (mindestens) {\displaystyle k}-fache Nullstelle oder eine Nullstelle der Ordnung (mindestens) {\displaystyle k}, wenn {\displaystyle f} selbst und die ersten {\displaystyle k-1} Ableitungen von {\displaystyle f} an der Stelle {\displaystyle x_{0}} den Wert Null annehmen:
{\displaystyle f(x_{0})=0,\quad f'(x_{0})=0,\quad f''(x_{0})=0,\quad \dotsc ,\quad f^{(k-1)}(x_{0})=0.}
Sei {\displaystyle f} nun mindestens {\displaystyle k}-mal differenzierbar. Ist {\displaystyle x_{0}} eine {\displaystyle k}-fache Nullstelle, aber keine {\displaystyle (k+1)}-fache, also
{\displaystyle f(x_{0})=0,\quad f'(x_{0})=0,\quad f''(x_{0})=0,\quad \dotsc ,\quad f^{(k-1)}(x_{0})=0,\quad f^{(k)}(x_{0})\neq 0,}
so nennt man {\displaystyle k} die Ordnung oder Vielfachheit der Nullstelle.

#### Beispiel 1
{\displaystyle f(x)=x^{3}-3x^{2}+3x-1}
mit den Ableitungen
{\displaystyle f'(x)=3x^{2}-6x+3,\quad f''(x)=6x-6,\quad f'''(x)=6}.
Es gilt {\displaystyle f(1)=1-3+3-1=0}, also ist {\displaystyle x_{0}=1} eine Nullstelle von {\displaystyle f}. Weiter gilt
{\displaystyle f'(1)=3-6+3=0,\quad f''(1)=6-6=0,\quad } aber {\displaystyle f'''(1)=6\neq 0.}
Somit ist 1 eine dreifache, aber keine vierfache Nullstelle von {\displaystyle f}, also eine Nullstelle der Vielfachheit 3.

#### Beispiel 2
{\displaystyle f(x)=x^{6}-14x^{5}+80x^{4}-238x^{3}+387x^{2}-324x+108}
mit den Ableitungen
{\displaystyle f'(x)=6x^{5}-70x^{4}+320x^{3}-714x^{2}+774x-324}
{\displaystyle f''(x)=30x^{4}-280x^{3}+960x^{2}-1428x+774}
{\displaystyle f^{(3)}=120x^{3}-840x^{2}+1920x-1428}
Es gilt
{\displaystyle f(1)=1-14+80-238+387-324+108=0}
{\displaystyle f(2)=64-448+1280-1904+1548-648+108=0}
{\displaystyle f(3)=0}
Also sind 1, 2 und 3 Nullstellen
Des Weiteren ist
{\displaystyle f'(1)=-8}
{\displaystyle f'(2)=0}
{\displaystyle f''(2)=-2}
{\displaystyle f'(3)=0}
{\displaystyle f''(3)=0}
{\displaystyle f^{(3)}(3)=12}
Somit ist 1 eine einfache, 2 eine doppelte und 3 eine dreifache Nullstelle von {\displaystyle f}.

#### Weitere Eigenschaften
- Eine Funktion {\displaystyle f} hat genau dann eine {\displaystyle k}-fache Nullstelle bei {\displaystyle x_{0}}, wenn {\displaystyle f} eine Nullstelle und {\displaystyle f'} eine {\displaystyle (k-1)}-fache Nullstelle bei {\displaystyle x_{0}} hat.
- Eine {\displaystyle (k-1)}-mal stetig differenzierbare Funktion {\displaystyle f} hat genau dann eine mindestens {\displaystyle k}-fache Nullstelle bei {\displaystyle x_{0}}, wenn es eine stetige Funktion {\displaystyle g} gibt, sodass

{\displaystyle f(x)=(x-x_{0})^{k-1}g(x)} und {\displaystyle g(x_{0})=0}
gilt.
- Eine {\displaystyle k}-mal stetig differenzierbare Funktion {\displaystyle f} hat genau dann bei {\displaystyle x_{0}} eine Nullstelle der Vielfachheit {\displaystyle k}, wenn es eine stetige Funktion {\displaystyle g} gibt, sodass

{\displaystyle f(x)=(x-x_{0})^{k}g(x)} und {\displaystyle g(x_{0})\neq 0}
gilt.
- Die Funktion

{\displaystyle f(x)={\begin{cases}\exp \left(-{\frac {1}{x^{2}}}\right)&{\mbox{wenn}}\ x\neq 0\\0&{\mbox{wenn}}\ x=0,\end{cases}}}
hat bei 0 eine Nullstelle der Ordnung unendlich und ist daher nicht analytisch.

### Existenz und Berechnung von Nullstellen
Aus dem Zwischenwertsatz kann man unter gewissen Voraussetzungen auf die Existenz einer Nullstelle schließen: Ist von zwei Funktionswerten {\displaystyle f(a)}, {\displaystyle f(b)} einer stetigen Funktion einer positiv und einer negativ, so hat {\displaystyle f} mindestens eine Nullstelle zwischen {\displaystyle a} und {\displaystyle b}. (Anschaulich gesprochen muss der Funktionsgraph, der die beiden Punkte {\displaystyle (a,f(a))} und {\displaystyle (b,f(b))} verbindet, die {\displaystyle x}-Achse schneiden.)
Je nach Funktion kann es schwer oder unmöglich sein, die Nullstellen explizit zu bestimmen, d. h. die Gleichung
{\displaystyle f(x)=0},
auch Nullstellengleichung genannt, nach {\displaystyle x} aufzulösen. In diesem Fall kann man Näherungswerte für Nullstellen mithilfe verschiedener numerischer Verfahren, beispielsweise der Bisektion (Intervallhalbierungsverfahren), der Regula falsi oder einer geeigneten Fixpunktiteration für stetige Funktionen, des Newton- oder Halley-Verfahrens für differenzierbare Funktionen, des Weierstraß-(Durand-Kerner)-Verfahrens oder des Bairstow-Verfahrens für Polynome bestimmen.
In der Liste numerischer Verfahren findet man die Nullstellensuche unter dem Kapitel Nichtlineare Gleichungssysteme.

## Nullstellen von Polynomfunktionen
Ist {\displaystyle R} ein Ring und {\displaystyle p\in R[X]} ein Polynom über {\displaystyle R}, so heißt ein Element {\displaystyle x\in R} Nullstelle von {\displaystyle p}, wenn die Einsetzung von {\displaystyle x} in {\displaystyle p} Null ergibt:
{\displaystyle p(x)=0.}
Ist {\displaystyle R\to S} ein Ringhomomorphismus, so können analog Nullstellen von {\displaystyle p} in {\displaystyle S} definiert werden.
Mithilfe der Polynomdivision kann man zeigen, dass {\displaystyle x\in R} genau dann eine Nullstelle von {\displaystyle p} ist, wenn {\displaystyle p} durch {\displaystyle X-x} teilbar ist, d. h., wenn es ein Polynom {\displaystyle q} gibt, sodass
{\displaystyle p(X)=(X-x)q(X)}
gilt. Diese Aussage wird manchmal auch Nullstellensatz genannt; es besteht jedoch Verwechslungsgefahr mit dem hilbertschen Nullstellensatz.
Eine {\displaystyle k}-fache Nullstelle oder Nullstelle der Ordnung {\displaystyle k} ist ein Element {\displaystyle x\in R}, sodass {\displaystyle p} durch {\displaystyle (X-x)^{k}} teilbar ist. Man nennt {\displaystyle k} auch die Vielfachheit oder Multiplizität der Nullstelle.

### Bestimmung der Nullstellen von Polynomen
Für Polynome über einem Körper, deren Grad höchstens vier ist, gibt es allgemeine Lösungsformeln mit Radikalen, um die Nullstellen direkt zu bestimmen:
- Grad 1: Siehe lineare Gleichung. Das Polynom {\displaystyle ax+b} hat für {\displaystyle a\neq 0} die Nullstelle {\displaystyle x={\tfrac {-b}{a}}}. Für {\displaystyle a=0} hat es keine Nullstelle, falls {\displaystyle b\neq 0} und unendlich viele Nullstellen, falls ebenfalls {\displaystyle b=0}.
- Grad 2: Siehe quadratische Gleichung.
- Grad 3: Siehe kubische Gleichung.
- Grad 4: Siehe quartische Gleichung.

Die Nullstellen des allgemeinen Polynoms fünften und höheren Grades können nicht durch Radikale dargestellt werden (Satz von Abel-Ruffini). Die Frage, für welche speziellen Polynome fünften oder höheren Grades die Nullstellen durch Radikale angegeben werden können, wird im Rahmen der Galoistheorie beantwortet.

### Polynome mit ganzzahligen Koeffizienten
Ist {\displaystyle a_{n}X^{n}+a_{n-1}X^{n-1}+\dotsb +a_{1}X+a_{0}} ein Polynom mit ganzzahligen Koeffizienten, so ist jede ganzzahlige Nullstelle ein Teiler von {\displaystyle a_{0}}.
Aus dem Lemma von Gauß folgt: Ist {\displaystyle X^{n}+a_{n-1}X^{n-1}+\dotsb +a_{1}X+a_{0}} ein normiertes Polynom mit ganzzahligen Koeffizienten, so ist jede rationale Nullstelle ganzzahlig und damit ein Teiler von {\displaystyle a_{0}}.
Beispiel:
Die Teiler {\displaystyle -2,-1,1,2} des Absolutglieds von {\displaystyle p(X)=X^{3}-X-2} sind keine Nullstellen, also hat {\displaystyle p} keine rationale Nullstelle. Da jede Faktorisierung von {\displaystyle p} einen Linearfaktor enthalten müsste, folgt daraus, dass {\displaystyle p} über {\displaystyle \mathbb {Q} } irreduzibel ist.

### Polynome mit reellen Koeffizienten
Polynome ungeraden Grades über den reellen Zahlen haben stets mindestens eine reelle Nullstelle; das folgt aus dem Zwischenwertsatz. Eine andere Begründung (sofern man den Fundamentalsatz der Algebra bereits zur Verfügung hat) ist die folgende: Echt komplexe Nullstellen reeller Polynome treten stets als Paare komplex konjugierter Zahlen auf. Polynome geraden bzw. ungeraden Grades haben also stets gerade bzw. ungerade viele reelle Nullstellen, wenn man jede Nullstelle entsprechend ihrer Vielfachheit zählt. Eine Anwendung des letzteren Prinzips stellt das numerische Bairstow-Verfahren dar.
Beispiel:
Das Polynom {\displaystyle X^{3}-2X+4} hat die Nullstelle {\displaystyle -2}, die sich als Teiler des Absolutgliedes leicht erraten lässt. Damit erhält man durch Polynomdivision
{\displaystyle X^{3}-2X+4=(X+2)(X^{2}-2X+2),}
woraus sich noch die beiden zueinander komplex konjugierten Nullstellen {\displaystyle 1+\mathrm {i} } und {\displaystyle 1-\mathrm {i} } ergeben.

### Polynome mit ausschließlich reellen Nullstellen
Ist {\displaystyle P(X)=X^{n}+a_{n-1}X^{n-1}+\dotsb +a_{1}X+a_{0}} ein Polynom, dessen Nullstellen alle reell sind, so liegen diese in dem Intervall mit den Endpunkten
{\displaystyle x_{1,2}=-{\frac {a_{n-1}}{n}}\pm {\frac {n-1}{n}}{\sqrt {a_{n-1}^{2}-{\frac {2n}{n-1}}a_{n-2}}}.}
Beispiel:
Das Polynom {\displaystyle P(X)=X^{4}+5X^{3}+5X^{2}-5X-6} hat die vier reellen Nullstellen −3, −2, −1 und 1. Nutzung der Intervallsformel ergibt
{\displaystyle x_{1,2}=-{\frac {5}{4}}\pm {\frac {3}{4}}{\sqrt {\frac {35}{3}}}}.
Gerundet ergibt sich das Intervall
I = [−3,812; 1,312].
Die Nullstellen befinden sich also im gefundenen Intervall.
Für {\displaystyle n=2} geht die Formel über in die bekannte p-q-Formel.

### Polynome mit komplexen Koeffizienten
Der Fundamentalsatz der Algebra besagt: Jedes nichtkonstante Polynom über den komplexen Zahlen hat mindestens eine Nullstelle. Indem man wiederholt Linearfaktoren zu Nullstellen abspaltet, erhält man die Aussage, dass sich jedes Polynom
{\displaystyle p(X)=a_{n}X^{n}+a_{n-1}X^{n-1}+\dotsb +a_{1}X+a_{0}\quad (a_{n}\neq 0)}
über den komplexen Zahlen in der Form
{\displaystyle p(X)=a_{n}(X-x_{1})^{m_{1}}\dotsm (X-x_{k})^{m_{k}}}
schreiben lässt. Dabei sind {\displaystyle x_{1},\dotsc ,x_{k}} die verschiedenen Nullstellen von {\displaystyle p} und {\displaystyle m_{1},\dotsc ,m_{k}} ihre jeweiligen Vielfachheiten.

### Polynome über vollständig bewerteten Körpern
Es sei {\displaystyle K} ein vollständig bewerteter Körper mit Bewertungsring {\displaystyle A} und Restklassenkörper {\displaystyle k}, und es sei {\displaystyle p\in A[X]} ein normiertes Polynom. Aus dem henselschen Lemma folgt: Hat die Reduktion {\displaystyle {\bar {p}}\in k[X]} eine einfache Nullstelle in {\displaystyle k}, so hat {\displaystyle p} eine Nullstelle in {\displaystyle A}.
Beispiel:
Es sei {\displaystyle K=\mathbb {Q} _{p}} der Körper der p-adischen Zahlen für eine Primzahl {\displaystyle p}. Dann ist {\displaystyle A=\mathbb {Z} _{p}} und {\displaystyle k=\mathbb {F} _{p}}. Das Polynom {\displaystyle X^{p-1}-1\in \mathbb {Z} _{p}[X]} zerfällt über {\displaystyle \mathbb {F} _{p}} in verschiedene Linearfaktoren, also hat es auch über {\displaystyle \mathbb {Z} _{p}} genau {\displaystyle p-1} Nullstellen, d. h., {\displaystyle \mathbb {Z} _{p}} enthält {\displaystyle (p-1)}-te Einheitswurzeln.